# Julian Antonowicz
Julian Antonowicz herbu Hełm (ur. około 1750, zm. 1824 w Horochowie) – duchowny greckokatolicki, nauczyciel (pedagog), poeta, tłumacz, pamiętnikarz, mówca i kompozytor. Pierwszy, poświadczony historycznie, nauczyciel języka angielskiego na ziemiach polskich.

## Życiorys
Urodził się w połowie wieku XVIII, około roku 1750, w rodzinie szlacheckiej. W końcu lat 60. wstąpił do zakonu bazylianów (prowincja litewska) i został księdzem. Przeszedł system kształcenia zakonnego, który obejmował dwuletnią naukę retoryki, kurs teologii, naukę języka staro-cerkiewno-słowiańskiego, polskiego, francuskiego, niemieckiego, hebrajskiego, greckiego i rosyjskiego oraz łaciny. Studiował także w Litewskiej Szkole Głównej, skąd jako szczególnie uzdolniony student został wysłany w końcu lat 70. XVIII wieku, przez władze zakonne na dalsze studia na 3-letnie studia zagraniczne w Collegium di Propaganda Fide w Rzymie. Tam uzyskał tytuł doktora nauk filozoficznych i teologicznych, zaczął też interesować się sztuką. W latach 1783–1793 pełnił funkcję prefekta w bazyliańskiej szkole średniej dla młodzieży świeckiej we Włodzimierzu. Uczył tam matematyki, fizyki, retoryki oraz języków francuskiego, włoskiego i angielskiego. Był to okres ścisłej współpracy zakonu bazylianów z Komisją Edukacji Narodowej. Współdziałał z Tadeuszem Czeckim przy zakładaniu i prowadzeniu Liceum Krzemienieckiego. Był nauczycielem m.in. Jana Bogdana Tarnowskiego (1805-1850), Alojzego Felińskiego, księdza Konstantego Czetwertyńskiego i Franciszka Wiśniowieckiego. Popadł w konflikt z władzami swojego zakonu, wskutek czego przeszedł na obrządek łaciński zostając kanonikiem łuckim.
Ostatnie lata swego życia spędził w Horochowie, mieszkając w pałacu Tarnowskich.

## Twórczość
Działalność publiczna i naukowa J. Antonowicza wiązała się także z niezwykle dobrą na owe czasy znajomością angielszczyzny. Z inspiracji króla Stanisława Augusta Poniatowskiego w 1788 roku wydał pierwszą na ziemiach polskich gramatykę języka angielskiego zatytułowaną: Gramatyka dla Polaków chcących się uczyć angielskiego języka.... Jako nauczyciel retoryki J. Antonowicz wygłaszał publicznie mowy, które zostały ogłoszone drukiem. Julian Antonowicz pozostawił także w swym dorobku wiersz zatytułowany Starzec pobożny, powstały prawdopodobnie na początku lat 90. XVIII wieku, oraz kazania. Interesował się także historią. Pozostawił rękopiśmienne Wypisy do historii Henryka Walezjusza i Stefana Batorego. Jego spuścizna obejmuje także przekłady tekstów artystycznych z języka włoskiego.

### Ważniejsze utwory, mowy i kazania
1. Praefatio die 29 Septembris reasumptionis scholae in Scholis Vladimiriensibus habita per... a. 1783, rękopis: Biblioteka Czartoryskich sygn. 1181
2. Mowa z okoliczności uroczystego obchodu stoletniej pamiątki zwycięstwa Jana Sobieskiego, króla polskiego, nad Turkami pod Wiedniem, miana przez... nauczyciela wymowy w szkołach włodzimierskich r. 1783 d. 12 października, brak miejsca wydania (1783)
3. (Mowa angielska do Karola Whitworth, ministra pełnomocnego W. Brytanii przy dworze warszawskim) w: Powitanie Najjaśniejszego Stanisława Augusta Króla i Pana naszego, przejeżdżającego przez Włodzimierz do Kaniowa, od szkół tamecznych pod dozorem bazylianów prowincji litewskiej, R. P. 1787 dnia 8 marca. Z aktów szkoły wyjęte, Warszawa (1787)
4. Gramatyka dla Polaków chcących się uczyć angielskiego języka, krótko zebrana przez... pierwszy raz pod prasę oddana, Warszawa 1788, (dedykowana K. Whitworthowi)
5. Marsz studentów Szkół Włodzimierskich, rękopis (kopia): Ossolineum sygn. 1078/II
6. Starzec pobożny. Wiersz naśladowany z prozy[4], brak miejsca i roku wydania (prawdopodobnie początek lat 90. XVIII wieku)
7. Kazanie w dzień otworzenia pierwszego nabożeństwa w nowo wybudowanym kościele w mieście Horochowie, dobrach dziedzicznych J. W. Waleriana Stroynowskiego... przez... teologii i filozofii doktora. Dnia 8 grudnia 1807[5], brak miejsca i roku wydania
8. Dziennik... nauczyciela domowego Jana Bogdana Tarnowskiego, z l. 1814-1823 zeszyt 1-4, rękopis: Ossolineum sygn. 12822/I.

Antonowicz prawdopodobnie był też autorem gramatyki języka włoskiego.

### Ważniejsze przekłady
1. P. A. Metastasio: Łaskawość Tytusa, rękopis: Biblioteka Jagiellońska przyb. 120/52
2. P. A. Metastasio: Józef poznany, rękopis znajdował się w Bibliotece Dzikowskiej (obecnie prawdopodobnie w Bibliotece Jagiellońskiej, (inform. S. Vrtel-Wierczyński: Dodatkowy spis rękopisów Biblioteki Dzikowskiej, Kraków brak roku wydania, s. 12).

### Listy i materiały
1. Do W. i J. F. Tarnowskich zbiór listów z Włoch z lat 1802-1803, rękopis: Biblioteka Jagiellońska przyb. 129/51
2. Wypisy do historii Henryka Walezjusza i Stefana Batorego, rękopis znajdował się w Bibliotece Dzikowskiej P. 2. N. 24 (obecnie prawdopodobnie w Bibliotece Jagiellońskiej, (inform. A. Chmiel: Rękopisy Biblioteki hr. hr. Tarnowskich w Dzikowie, Kraków 1908, s. 14).